# Parlamentswahl in Sri Lanka 2001
Die Parlamentswahl in Sri Lanka 2001 fand am 5. Dezember 2001 statt. Die Wahl war eine vorgezogene Neuwahl, nachdem Präsidentin Chandrika Kumaratunga (Sri Lanka Freedom Party, SLFP) das erst im Jahr zuvor gewählte Parlament aufgelöst hatte.

## Vorgeschichte

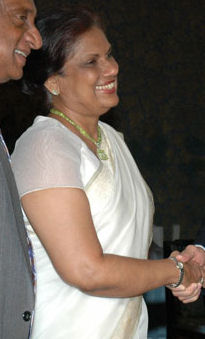
Präsidentin Chandrika Kumaratunga

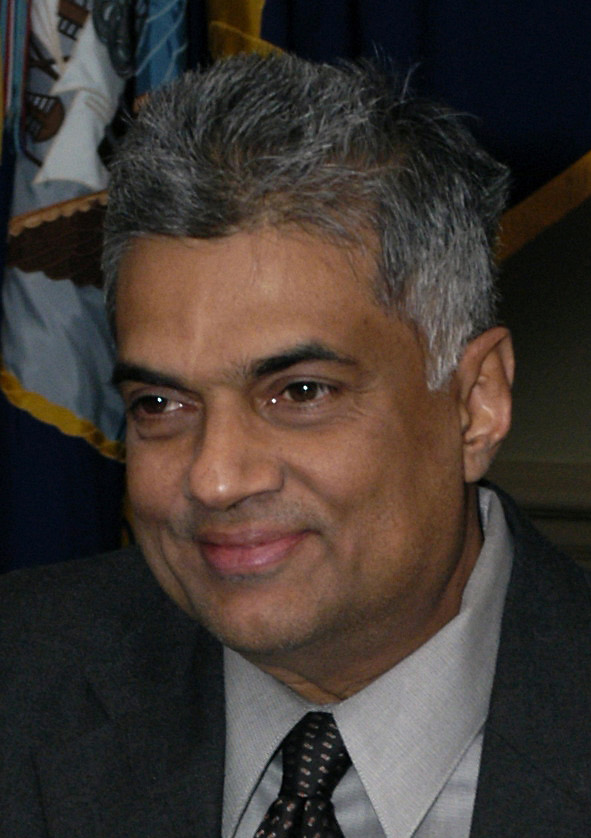
Ranil Wickremesinghe, UNP-Oppositionsführer (2003)

Die vorangegangene Parlamentswahl im Oktober des Vorjahres hatte keine eindeutigen Mehrheitsverhältnisse erbracht. Die regierende People’s Alliance (PA), eine Parteienallianz unter Führung der Sri Lanka Freedom Party (SLFP), der auch die Präsidentin Kumaratunga angehörte, hatte 107 von 225 Parlamentsmandaten gewonnen. Anschließend war eine PA-geführte Regierung unter Premierminister Ratnasiri Wickremanayake (SLFP) gebildet worden. Die Regierung war jedoch auf die parlamentarische Unterstützung zweier kleinerer Parteien angewiesen, zum einen der tamilischen Eelam People’s Democratic Party (EPDP) und zum anderen der muslimischen National Unity Alliance, die über je vier Parlamentsmandate verfügten. Die parlamentarische Mehrheit der Regierung war auch von Anbeginn an durch Überläufer ins Lager der oppositionellen United National Party (UNP) gefährdet. 
Eine wesentliche Ursache für die bröckelnde Regierungsmehrheit war die wirtschaftliche Lage Sri Lankas. Trotz der schweren Dauerbelastung durch den Bürgerkrieg hatte Sri Lanka in den Jahren seit 1995 ein Wirtschaftswachstum von durchschnittlich fast 5 % jährlich erreicht. Dies war allerdings nicht zuletzt auch mit ausländischer Hilfe erreicht worden. In den Jahren 2001 bis 2002 schwächte sich die Wirtschaftsentwicklung jedoch ab, was nach Ansicht von Wirtschaftsexperten mit verschiedenen Faktoren zusammenhing (steigender Ölpreis, schwache Ernteerträge durch den schwachen Monsun, steigende Militärausgaben, schlechte Administration). Dies führte zu sozialen Konsequenzen und zu Unzufriedenheiten in der Bevölkerung.
Der zweite Hauptstreitpunkt waren die schwierigen Verhandlungen der Regierung mit den Vertretern der LTTE, die unter Vermittlung der norwegischen Regierung geführt wurden. Die Opposition nutzte hier alle Mittel, um die Regierung zu kritisieren.
Angesichts der trotz drängender innenpolitischer Probleme schwachen Regierung ergriff Präsidentin Kumaratunga die Initiative und schlug ein Referendum für den 21. August 2001 vor. in dem Referendum sollten die Wähler gefragt werden, ob sie eine neue Verfassung für notwendig hielten. Die Verfassungsänderung sollte verschiedene Punkte beinhalten, zum einen eine Änderung des Wahlrechts (z. B. im Sinne eines Mehrheitswahlrechts) um in Zukunft stabilere parlamentarische Mehrheiten zu gewährleisten, die verfassungsmäßige Regelung des ethnischen Konflikts zwischen Tamilen und Singhalesen und die Abschaffung des Präsidialsystems, das mit der Verfassung 1978 eingeführt worden war, zugunsten eines parlamentarischen Regierungssystems. 
Auf der Suche nach parlamentarischer Unterstützung trat die Regierung in Verhandlungen mit der 10 Abgeordnete umfassenden Fraktion der marxistischen Janatha Vimukthi Peramuna (JVP) ein. Die JVP stellte für ihre parlamentarische Unterstützung Bedingungen, so unter anderem die Verkleinerung der Zahl der Ministerämter in der Regierung von 45 auf 20 und die Absage des geplanten Referendums. Das Projekt des Referendum wurde daher abgesagt und die Regierung verkleinert. Dadurch sahen Vertreter der muslimischen Minderheitsparteien ihre Klientelinteressen beeinträchtigt und wechselten ins Lager der Opposition. Es kam schließlich zu einer von 115 Abgeordneten unterzeichneten Petition, in der diese ein Misstrauensvotum gegen die Regierung forderten. Daraufhin löste Präsidentin Kumaratunga am 10. Oktober 2001, genau ein Jahr nach der Wahl das Parlament auf und ließ Neuwahlen für den 5. Dezember 2001 verkünden.

## Ablauf der Wahl und Bewertung der Wahl durch Wahlbeobachter
Bei der Wahl kandidierten 3.196 Kandidaten von 26 registrierten politischen Parteien und 1.414 unabhängige Kandidaten. Die Hauptkontrahenten waren zwei große Parteienallianzen, die People’s Alliance (PA) und die United National Front (UNF). In der UNF hatten sich unter Führung der United National Party (UNP) mehrere Parteien gesammelt, so der Sri Lanka Muslim Congress (SLMC), der in drei Distrikten allerdings separat kandidierte, die Up Country People’s Front (UCPF), der Ceylon Workers’ Congress (CWC, wie letztere eine Tamilenpartei im Binnenland) und Überläufer von der SLFP. An wesentlichen Parteien gab es daneben noch die marxistische Janatha Vimukthi Peramuna (JVP), die Tamil National Alliance (TNA), eine Allianz von Tamilenparteien in der Nordprovinz und Ostprovinz, von denen die Tamil United Liberation Front (TULF) die größte war.
Auf Einladung der sri-lankischen Wahlbehörde reiste eine 55 Personen umfassende Beobachtermission der EU an und verfolgte den Verlauf der Wahl. Der Wahlkampf war von zahlreichen gewalttätigen Auseinandersetzungen geprägt. Mehr als 2.000 solcher Vorfälle wurden registriert. Insgesamt wurden während des Wahlkampfs 43 Personen getötet, davon alleine 17 am Wahltag. Die EU-Beobachtermission kam in ihrem Abschlussbericht zu einem sehr kritischen Urteil. Die Situation habe sich im Vergleich zur Vorwahl 2000 nicht nur nicht verbessert, sondern teilweise signifikant verschlechtert. Ursache hierfür sei der fehlende Wille der beiden großen Parteien (SLFP und UNP) mäßigend auf die Wählerschaft einzuwirken und ein Atmosphäre „frei von Gewalt und Einschüchterung“ zu schaffen. Positiv hob die EU-Mission die professionelle Arbeit der sri-lankischen Wahlkommission und des sri-lankischen Wahlbeauftragten Dayananda Dissanayake hervor, der sein Amt mit größter Integrität unbeeindruckt von dem Druck seitens der Regierung und der Opposition ausgeübt habe. Trotz Versuchen der Einschüchterung habe die Bevölkerung Sri Lankas ihr Wahlrecht genutzt was sich in der Wahlbeteiligung von 80 % ausdrücke.

## Wahlmodus
Die Wahl erfolgte nach dem Modus, wie er seit 1989 in Sri Lanka gültig ist. Von den 225 Parlamentsabgeordneten wurden 196 in insgesamt 22 Mehrpersonen-Wahlkreisen gewählt. In jedem Wahlkreis galt eine separate 5 %-Sperrklausel. Die Wähler hatten dabei die Möglichkeit, die Kandidaten auf den Parteilisten nach erster, zweiter und dritter Präferenz zu ordnen. Weitere 29 Parlamentssitze wurden nach Verhältniswahlrecht aufgrund des relativen landesweiten Stimmenanteils der Parteien bestimmt.

## Ergebnisse

### Landesweites Ergebnis
Im Folgenden sind die landesweiten Ergebnisse mit den gewonnenen Parlamentssitzen aufgelistet.
| Partei/Wahlbündnis                                            | Partei/Wahlbündnis                                            | Kürzel                                                        | Stimmen             | %     | Sitze      | Sitze      | Sitze  |
| Partei/Wahlbündnis                                            | Partei/Wahlbündnis                                            | Kürzel                                                        | Stimmen             | %     | landesweit | Wahlkreise | gesamt |
| ------------------------------------------------------------- | ------------------------------------------------------------- | ------------------------------------------------------------- | ------------------- | ----- | ---------- | ---------- | ------ |
|                                                               | United National Front                                         | UNF                                                           | 4.086.026           | 45,62 | 13         | 96         | 109    |
|                                                               | People’s Alliance                                             | PA                                                            | 3.330.815           | 37,19 | 11         | 66         | 77     |
|                                                               | Janatha Vimukthi Peramuna                                     | JVP                                                           | 815.353             | 9,10  | 3          | 13         | 16     |
|                                                               | Tamil National Alliance                                       | TNA                                                           | 348.164             | 3,88  | 1          | 14         | 15     |
|                                                               | Sri Lanka Muslim Congress                                     | SLMC                                                          | 105.346             | 1,17  | 1          | 4          | 5      |
|                                                               | Eelam People’s Democratic Party                               | EPDP                                                          | 72.783              | 0,81  | 0          | 2          | 2      |
|                                                               | Democratic People’s Liberation Front                          | DPLF                                                          | 16.669              | 0,18  | 0          | 1          | 1      |
| Alle übrigen zusammen                                         | Alle übrigen zusammen                                         |                                                               | 180.713             | 2,05  | 0          | 0          | 0      |
| Summe                                                         | Summe                                                         | Summe                                                         | 8.955.869           | 100,0 | 29         | 196        | 225    |
| Ungültige oder leere Stimmzettel (in Prozent der abgegebenen) | Ungültige oder leere Stimmzettel (in Prozent der abgegebenen) | Ungültige oder leere Stimmzettel (in Prozent der abgegebenen) | 493.944 (5,22 %)    |       |            |            |        |
| Abgegebene Stimmen gesamt (Wahlbeteiligung)                   | Abgegebene Stimmen gesamt (Wahlbeteiligung)                   | Abgegebene Stimmen gesamt (Wahlbeteiligung)                   | 9.449.813 (76,03 %) |       |            |            |        |
| Registrierte Wahlberechtigte                                  | Registrierte Wahlberechtigte                                  | Registrierte Wahlberechtigte                                  | 12.428.762          |       |            |            |        |

Im Gesamtergebnis war die United National Front die eindeutige Gewinnerin der Wahl. Sie erhielt 45,62 % der Stimmen (+ 5,41 % im Vergleich zur Wahl im Vorjahr) und 109 (48,44 %) der 225 Parlamentssitze (+20 im Vergleich zur Wahl 2000). Die People’s Alliance verlor deutlich an Stimmen (−7,91 %) und Mandaten (−30). Die JVP gewann an Stimmen (+3,11 %) und Mandaten (+6).

### Ergebnisse nach Wahlkreisen
Die United National Front wurde in 17 der 22 Wahlkreise zur stimmenstärksten Partei, vielfach allerdings aber nur mit sehr knappem Vorsprung vor der People’s Alliance. Die Tamil United Liberation Front war stimmenstärkste Partei in den drei mehrheitlich Tamil-sprachigen Wahlkreisen Jaffna, Vanni und Batticaloa. Im ebenfalls überwiegend tamilischen Wahlkreis Trincomalee wurde die UNF stärkste Partei. Am heterogensten waren die Ergebnisse im Wahlkreis Digamadulla, wo vier Parteien ähnlich stark abschnitten (UNF, PA, TNA/TULF und SLMC). Der einzige Wahlkreis, in dem die People’s Alliance zur stärksten Partei wurde, war der im singhalesischen „Herzland“ gelegene Distrikt Moneragala.
| Wahlkreis      | Gültige Stimmen | Sitze | UNF   | UNF   | PA    | PA    | JVP   | JVP   | TNA   | TNA   | SLMC  | SLMC  | Andere | Andere | Wahlbe- teiligung |
| Wahlkreis      | Gültige Stimmen | Sitze | %     | Sitze | %     | Sitze | %     | Sitze | %     | Sitze | %     | Sitze | %      | Sitze  | Wahlbe- teiligung |
| -------------- | --------------- | ----- | ----- | ----- | ----- | ----- | ----- | ----- | ----- | ----- | ----- | ----- | ------ | ------ | ----------------- |
| Colombo        | 1.058.481       | 21    | 51,62 | 12    | 33,39 | 7     | 11,09 | 2     | 1,20  | 0     | –     | 0     | 2,70   | 0      | 76,31             |
| Gampaha        | 995.230         | 18    | 43,94 | 9     | 43,08 | 7     | 11,45 | 2     | –     | 0     | –     | 0     | 1,53   | 0      | 80,36             |
| Kalutara       | 553.619         | 10    | 45,94 | 5     | 40,91 | 4     | 10,92 | 1     | –     | 0     | –     | 0     | 2,23   | 0      | 81,68             |
| Mahanuwara     | 595.576         | 12    | 52,77 | 7     | 39,23 | 4     | 6,24  | 1     | –     | 0     | –     | 0     | 1,76   | 0      | 76,03             |
| Matale         | 218.090         | 5     | 50,43 | 3     | 40,80 | 2     | 7,37  | 0     | –     | 0     | –     | 0     | 1,40   | 0      | 79,44             |
| Nuwara Eliya   | 315.099         | 7     | 68,28 | 5     | 24,67 | 2     | 3,52  | 0     | –     | 0     | –     | 0     | 3,53   | 0      | 82,34             |
| Galle          | 541.914         | 10    | 44,10 | 5     | 42,98 | 4     | 11,41 | 1     | –     | 0     | –     | 0     | 1,51   | 0      | 81,09             |
| Matara         | 403.967         | 8     | 42,49 | 4     | 42,37 | 3     | 13,49 | 1     | –     | 0     | –     | 0     | 1,65   | 0      | 79,44             |
| Hambantota     | 281.162         | 7     | 40,02 | 4     | 37,41 | 2     | 21,23 | 1     | –     | 0     | –     | 0     | 1,34   | 0      | 79,81             |
| Jaffna         | 186.598         | 9     | 8,71  | 1     | –     | 0     | 0,13  | 0     | 54,84 | 6     | 1,80  | 0     | 34,52  | 2      | 31,14             |
| Vanni          | 94.506          | 6     | 28,12 | 2     | 8,29  | 0     | 0,72  | 0     | 44,39 | 3     | –     | 0     | 18,48  | 1      | 46,77             |
| Batticaloa     | 179.108         | 5     | 10,88 | 0     | 14,35 | 1     | 0,01  | 0     | 48,17 | 3     | 14,92 | 1     | 11,67  | 0      | 68,20             |
| Digamadulla    | 280.215         | 7     | 20,87 | 1     | 23,28 | 2     | 3,39  | 0     | 17,41 | 1     | 26,86 | 3     | 8,19   | 0      | 82,51             |
| Trincomalee    | 161.138         | 4     | 39,05 | 2     | 20,48 | 1     | 3,78  | 0     | 34,83 | 1     | –     | 0     | 1,86   | 0      | 79,88             |
| Kurunegala     | 787.728         | 15    | 48,59 | 8     | 42,24 | 6     | 8,08  | 1     | –     | 0     | –     | 0     | 1,09   | 0      | 79,01             |
| Puttalam       | 290.209         | 7     | 50,61 | 4     | 41,69 | 3     | 6,24  | 0     | –     | 0     | –     | 0     | 1,46   | 0      | 71,53             |
| Anuradhapura   | 359.344         | 8     | 45,93 | 4     | 41,57 | 3     | 11,13 | 1     | –     | 0     | –     | 0     | 1,37   | 0      | 77,42             |
| Polonnauwa     | 181.497         | 5     | 47,82 | 3     | 40,60 | 2     | 10,44 | 0     | –     | 0     | –     | 0     | 1,14   | 0      | 80,41             |
| Badulla        | 373.837         | 8     | 53,81 | 5     | 37,03 | 3     | 7,17  | 0     | –     | 0     | –     | 0     | 1,99   | 0      | 81,51             |
| Monaragala     | 187.333         | 5     | 43,00 | 2     | 43,67 | 3     | 11,74 | 0     | –     | 0     | –     | 0     | 1,59   | 0      | 82,08             |
| Ratnapura      | 489.578         | 10    | 46,41 | 5     | 43,46 | 4     | 8,25  | 1     | –     | 0     | –     | 0     | 1,88   | 0      | 83,41             |
| Kegalle        | 421.640         | 9     | 49,36 | 5     | 40,53 | 3     | 8,71  | 1     | –     | 0     | –     | 0     | 1,40   | 0      | 80,10             |
| Gesamtergebnis | 8.955.869       | 196   | 45,62 | 96    | 37,19 | 66    | 9,10  | 13    | 3,88  | 14    | 1,17  | 4     | 3,04   | 3      | 76,03             |

1. 1 2  Für die Eelam People’s Democratic Party 30,66 % und 2 Sitze.
2. 1 2  Davon für die Democratic People’s Liberation Front 10,17 % und 1 Sitz.
3. ↑  Davon für die Democratic People’s Liberation Front 3,13 % und für die Eelam People’s Democratic Party 2,32 %.

### Wahlkarten

Mehrheiten (stimmenstärkste Parteien) in den 22 Wahlkreisen:[7] United National Front (UNF) People’s Alliance (PA) Tamil National Alliance (TNA) Sri Lanka Muslim Congress (SLMC)
Mehrheiten (stimmenstärkste Parteien) in den 160 Stimmbezirken:

- Mehrheiten (stimmenstärkste Parteien) in den 160 Stimmbezirken:[8]
United National Front (UNF)
People’s Alliance (PA)
PA, Wahlbeteiligung unter 2 %
Tamil National Alliance (TNA)
TNA, Wahlbeteiligung unter 2 %
Sri Lanka Muslim Congress (SLMC)
Eelam People’s Democratic Party (EPDP)